# Hugo IV. (Zypern)
Hugo IV. (* 1294; † 10. Oktober 1359) war König von Zypern von 1324 bis 1359 und als Hugo II. Titularkönig von Jerusalem.
Er war der Sohn von Guido von Zypern und Eschiva von Ibelin, Herrin von Beirut. 1324 folgte er seinem Onkel väterlicherseits, König Heinrich II. von Zypern, auf den Thron. Er scheint sich mit der Herrschaft über Zypern zufriedengegeben zu haben und versuchte nicht, das Königreich Jerusalem zurückzuerobern. Er hielt sogar seinen Sohn Peter I. davon ab, nach Europa zu fahren, um Unterstützung für einen neuen Kreuzzug zu erhalten.
Er beteiligte sich aber ab 1344 an einer Kreuzzugsliga gegen das türkische Emirat Aydın, der neben dem Papst und dem Johanniterorden von Rhodos auch die Republik Venedig angehörte. Die Kreuzfahrer eroberten Ende 1344 Smyrna (das bis 1402 in christlicher Hand blieb) und errangen einige Seesiege gegen türkische Flotten in der Ägäis.

## Ehe und Nachkommen
Er heiratete zweimal, beide Male Frauen aus dem Haus Ibelin:
1307 oder 1310 heiratete er in erster Ehe Maria von Ibelin († vor Juni 1318), Tochter des Guido von Ibelin († 1304), Titulargraf von Jaffa. Mit ihr hatte er mindestens einen Sohn:
- Guido von Lusignan († 1343), Konstabler von Zypern (1336–1338) und Titularfürst von Galiläa

Am 18. Juni 1318 heiratete er seine zweite Frau Alice von Ibelin († 1386), Tochter eines anderen Guido von Ibelin († 1308), Seneschall von Zypern. Mit ihr hatte er mindestens vier Kinder:
- Eschiva von Lusignan († 1363) ⚭ Ferdinand von Mallorca († um 1345), Infant von Mallorca, Vizegraf von Aumelàs;
- Peter von Lusignan († 1369) folgte Hugo als König von Zypern und Jerusalem;
- Johann von Lusignan († 1375), Regent von Zypern und Titularfürst von Antiochia;
- Jakob von Lusignan († 1398) König von Zypern und Jerusalem.

Außerdem hatte Hugo folgende Kinder, bei denen heute unklar ist welche seiner beiden Ehefrauen deren Mutter ist:
- Thomas von Lusignan († 1340);
- Perrot von Lusignan († 1353);
- Margarethe von Lusignan ⚭ um 1348 Walter von Dampierre († nach 1373) Seneschall von Zypern.